# Рихтичі
Ри́хтичі — село в Україні, у Дрогобицькій міській громаді Дрогобицького району Львівської області. Населення — 3244 осіб. Густота населення — 860,71 осіб/км².

## Історія
Перша письмова згадка про село датується 1123 роком.
Віддаль від Дрогобича 5 км. Населення: українців 875, поляків 163, євреїв 5. Це так звані Рихтичі Рустикальні, які входили в склад громади Рихтичі, що були заселені поляками (латинська парафія, двір). У 1826 році в селі зведена дерев'яна церква Св. Василя Великого[недоступне посилання з липня 2019]. Був Кружок Рідної Школи. Приблизно у 1937 році прийшов до села молодий священик о. Микола Микита, культурно-освітня праця оживилася при Кружку Рідної Школи. Створювалися можливості заснувати там Читальню Просвіти.

### Рихтичі Руські
Рихтичі Руські належали до парафії у Вацевичах (нині Залужани) та щойно в 1930 році признано їм самостійного співробітника о. Йосифа Петрашкевича, а в 1932 (чи 1933) році на парафію призначено отця Михайла Терлецького. Була там старенька дерев'яна церква св. Василія, збудована у 1826 році і начислювала 895 парафіян. В тому часі жило в Рихтичах Руських 54 римокатоликів 1 6 євреїв. Рихтичі Руські (нині Рихтичі Українські) не мали Читальні Просвіти, як якогось громадського дому, не було там також українських культурно-освітніх та господарських товариств. Щойно перед Другою світовою війною вже молоде покоління, йдучи за прикладом сусідніх сіл, почало організовувати культурно-освітнє та господарське життя.

### Гміна Рихтичі
Гміна Рихтичі — колишня (1934—1939 рр.) сільська ґміна Дрогобицького повіту Львівського воєводства Польської республіки (1918—1939) з адміністративним центром ґміни в селі Рихтичі.
1 серпня 1934 року створено ґміну Рихтичі в Дрогобицькому повіті. До неї увійшли сільські громади: Далява, Липовець, Михайлевичі, Солонське, Старе Село, Вацевичі.
У 1934 році територія ґміни становила 196,21 км². Населення ґміни станом на 1931 рік становило 14392 особи. Налічувалось 2405 житлових будинків.

### Друга Світова війна
25 травня 1944 року польські підпільники Армії Крайової в селі здійснили напад на склад зброї та військового спорядження на залізничній станції. Вони хотіли обставити це таким чином, щоб відповідальність за напад впала на УПА — учасники акції між собою розмовляли виключно українською мовою. Через цей інцидент, 27 травня, в Дрогобичі було страчено 20 заручників-українців.

### У Незалежній Україні
27 червня 2015 року, з нагоди свята новомучеників УГКЦ, в Рихтичах на території реабілітаційного центру «Назарет» відбулося освячення новозбудованого дерев'яного храму, зведеного на честь блаженного священномученика Омеляна Ковча.
12 червня 2020 року, відповідно з розпорядження Кабінету Міністрів України № 718-р «Про визначення адміністративних центрів та затвердження територій територіальних громад Львівської області», село увійшло до складу Дрогобицької міської громади.

## Географія
Село розкинулось на берегах ріки Бар, за 6 км на північ від центру Дрогобича.

Історично поділене на дві частини: Польська Сторона та Українська Сторона.
Наявні такі вулиці:

- Будівельна - 1040 м

- Вербова - 1150 м

- Володимира Великого - 2530 м

- Дрогобицька - 290 м

- Зарічна - 1800 м

- Зелена - 920 м

- Лесі Українки - 670 м

- Миру - 600 м

- Молодіжна - 7650 м

- Спаса - 1500 м

- Українська - 3000 м

- Шкільна - 800 м

## Інфраструктура
- Рихтицька середня школа.
- Крамниці «Водоспад», «Діана-Марія».
- Кав'ярні — «Калина», «Апельсин».

## Галерея

Світлини села Рихтичі
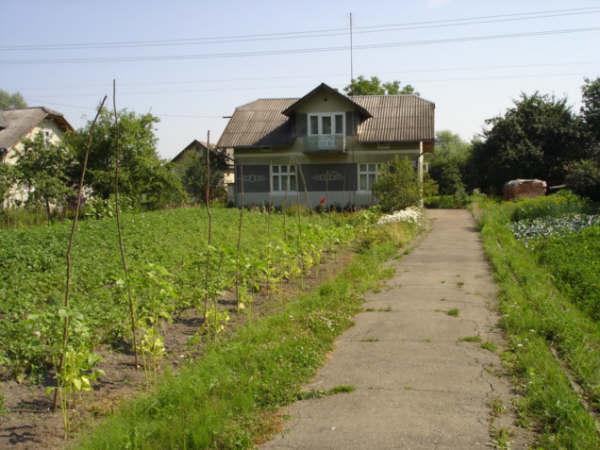
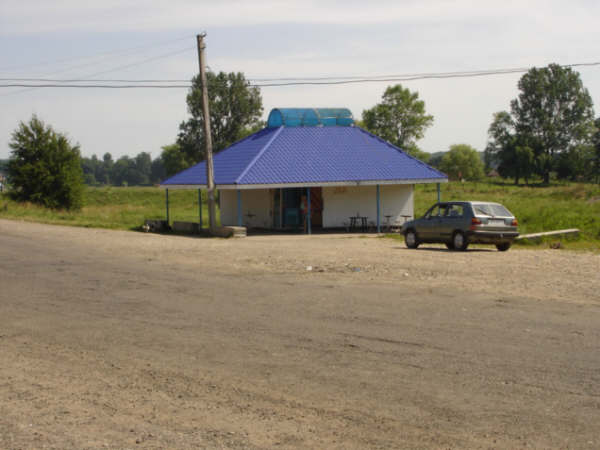
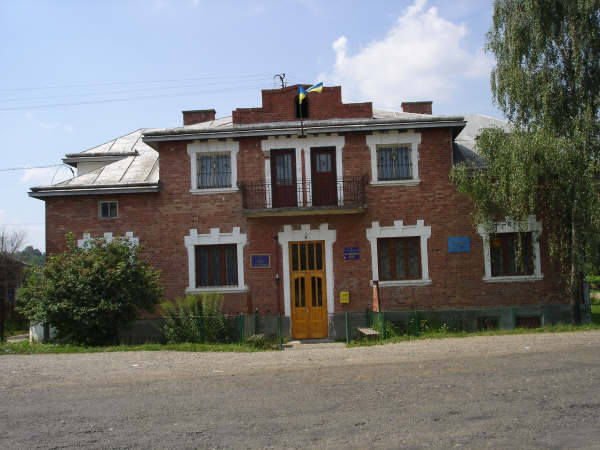
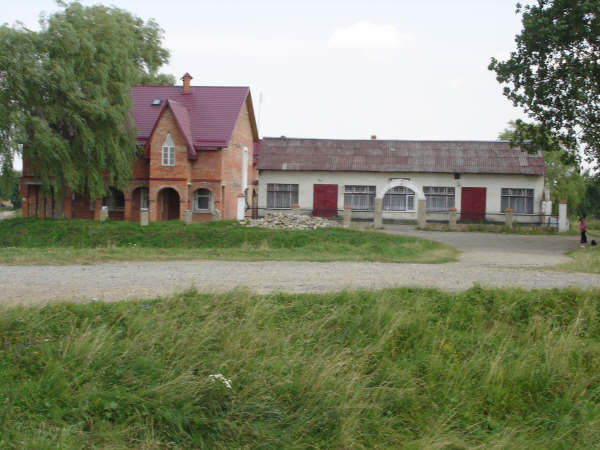
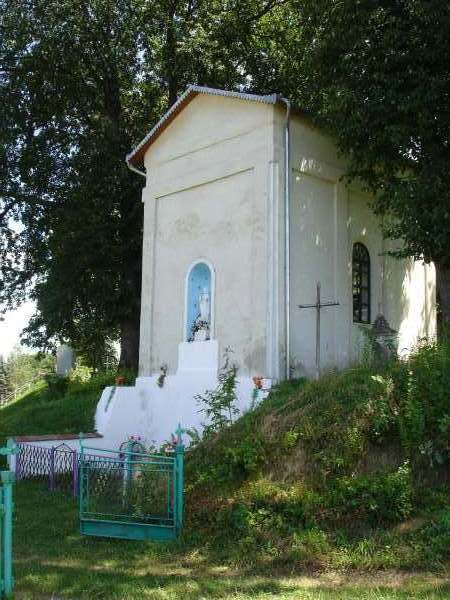
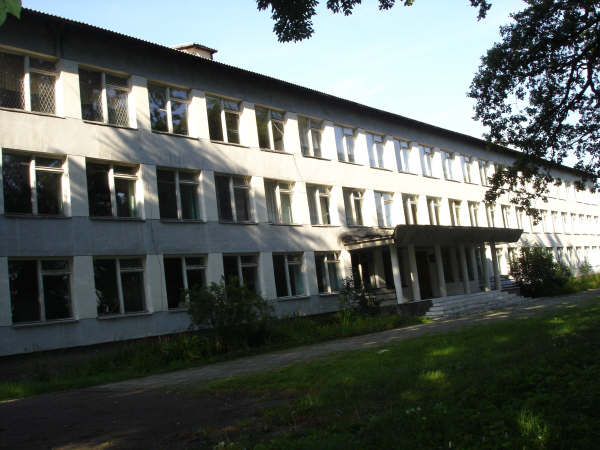
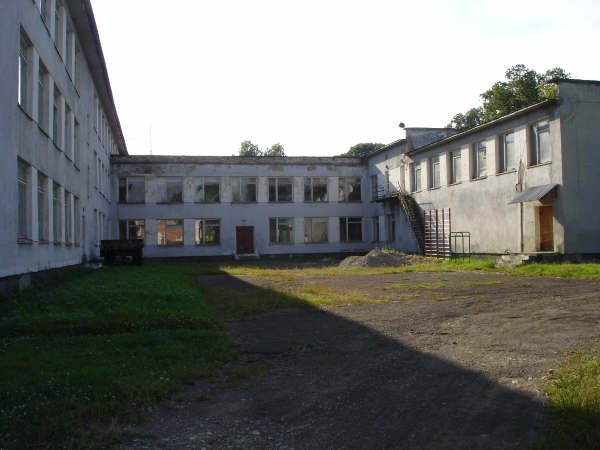
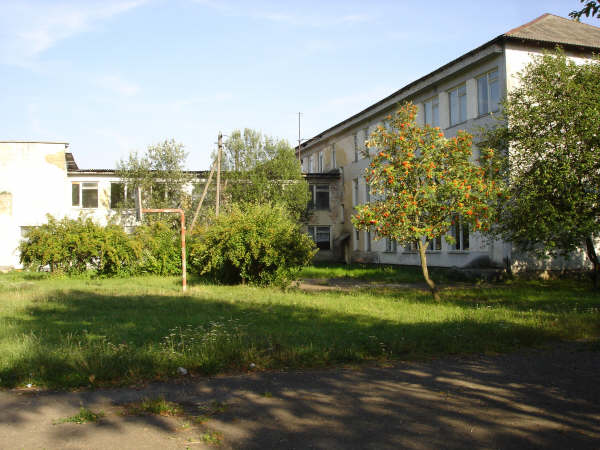
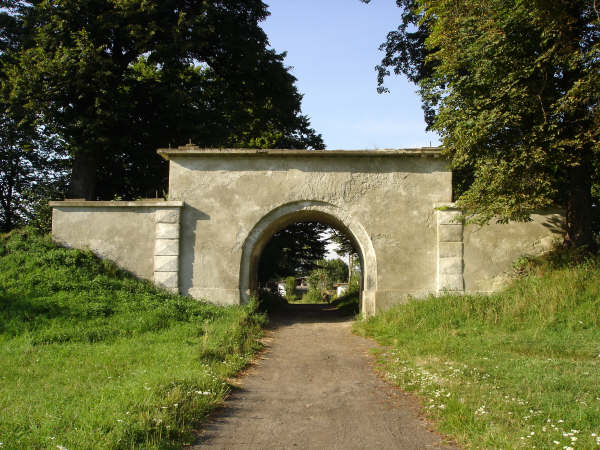
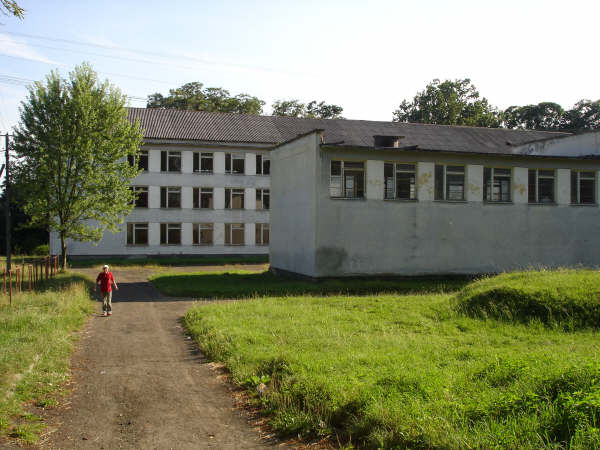
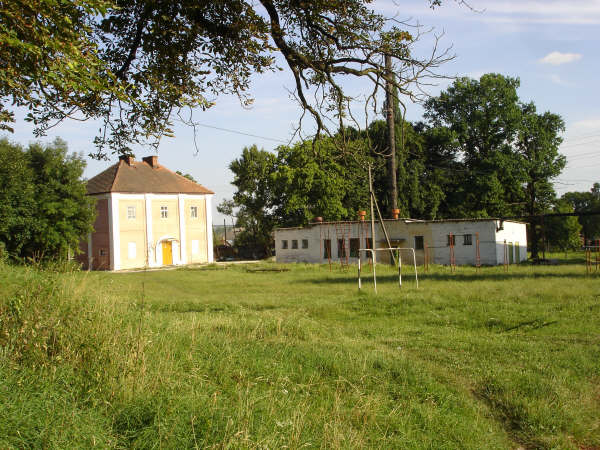

## Особистості
- Маврицій Дідушицький (1813—1877) — польський історик зі спольщеного руського роду Дідушицьких, письменник, поет, драматург, перекладач, дійсний член Польської академії наук.
- Лесешак Дмитро Васильович (1984—2014) — солдат Збройних сил України, учасник антитерористичної операції на сході України.
- Граф Юліуш Олександр Бєльський (1862—1941) — останній родовий власник маєтку у селі. Загинув внаслідок Сталінських репресій на засланні в Казахстані